# Centroina
Centroina là một chi nhện trong họ Lamponidae.